# Vaitape
Vaitape est une localité française située sur l'île de Bora-Bora, en Polynésie française, dont elle constitue la principale agglomération avec 4 927 habitants en 2007.

## Géographie
La localité se trouve à plus de 200 km de Papeete, le chef-lieu de la collectivité. Vaitape est situé à l'ouest de la principale île de l'archipel et est devenu le centre administratif de la commune de Bora-Bora, regroupant l'île de Bora-Bora et l'atoll inhabité de Tupai.

## Économie
La ville est desservie par l'aéroport de Bora Bora.

## Culture et patrimoine

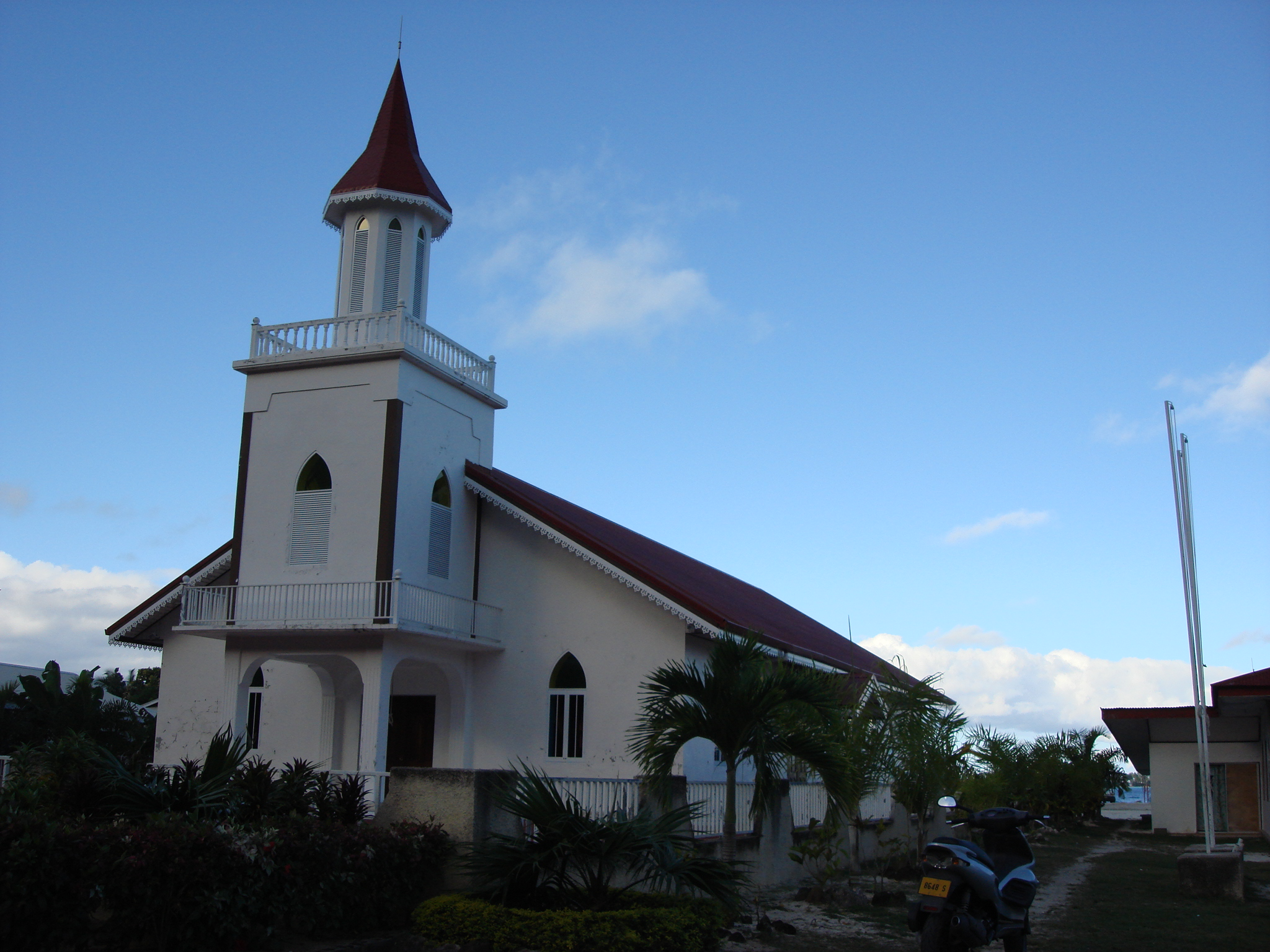
Le temple protestant maohi « Epene Etela ».

L'église Saint-Pierre-Célestin est le siège de la paroisse catholique homonyme. Dans les années 1940 est construit le temple protestant maohi « Epene Etela », qui devient l'un des édifices religieux de Vaitape. Il existe également une église évangélique Jésus-Christ-des-Saints-des-Derniers-Jours.